# Конвой O-908
Конвой O-908 — японський конвой часів Другої світової війни, проведення якого відбувалось у червні — липні 1943 року.
Вихідним пунктом конвою став Рабаул на острові Нова Британія (головна передова база японців у архіпелазі Бісмарка, з якої провадились операції на Соломонових островах та сході Нової Гвінеї), звідки група транспортних суден повинна була прибути до Палау — важливого транспортного хабу на заході Каролінських островів.
До складу конвою О-908 увійшли транспорти «Ніттай-Мару», «Клайд-Мару», «Мадрас-Мару», «Пасифік-Мару» та «Ямагата-Мару», буксир «Хозу-Мару» та ще два неідентифіковані судна. Ескорт складався з мисливців за підводними човнами CH-22 та CH-24.
Вночі 29 червня 1943 року судна вийшли з Рабаула та попрямували на північний захід. У цей період конвої до чи з архіпелагу Бісмарка ще не стали об'єктами атак американської авіації, проте серйозну загрозу для них становили підводні човни. Утім, конвой О-908 зміг безперешкодно пройти своїм маршрутом та 6 липня прибув до Палау.